# Dana Brooke
Ashley Mae Sebera, meglio conosciuta con il ring name Dana Brooke (Seven Hills, 29 novembre 1988), è una wrestler e culturista statunitense sotto contratto con la Total Nonstop Action Wrestling, dove si esibisce con il ring name Ash by Elegance.
È stata sotto contratto con la WWE dal 2014 al 2023, dove ha detenuto quindici volte il 24/7 Championship.

## Carriera nel culturismo
Ashley Sebera praticò ginnastica per 18 anni, prima di diventare una competitrice di fitness e una culturista. Tra il 2011 e il 2012, Ashley prese parte a diversi campionati con il National Physique Committee, prima di guadagnare una International Federation of BodyBuilding & Fitness carta pro nel 2012. Si posizionò al 12º posto all'European Arnold Classic 2013 e al 13º all'edizione della Arnold Sports Festival tenutasi a Columbus nel 2015.

## Carriera nel wrestling

### WWE (2014–2023)

#### NXT(2014–2016)

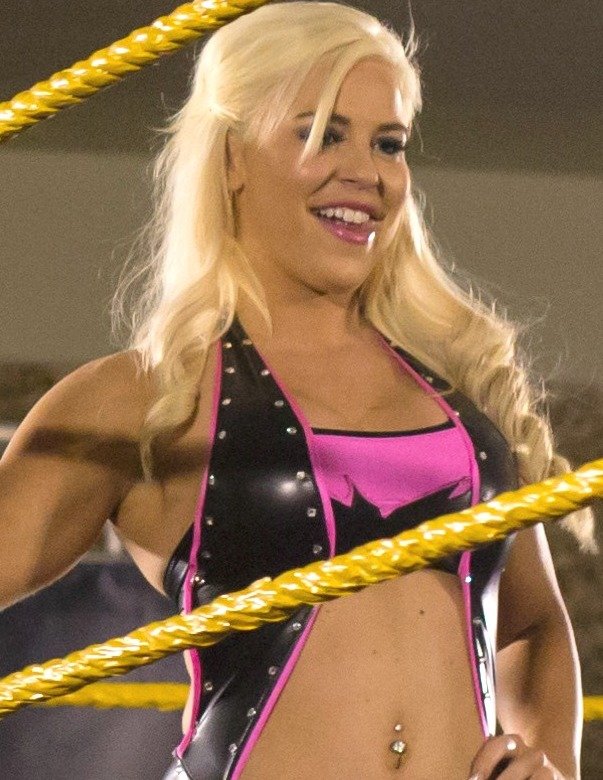
Dana Brooke nel dicembre del 2014

Sebera firmò un contratto con la WWE nel giugno 2013 ed è stata assegnata nel territorio di sviluppo NXT,con il nuovo ring name di Dana Brooke. La Brooke fece la sua prima apparizione televisiva a NXT TakeOver: Fatal 4-Way l'11 settembre 2014 in un segmento nel backstage con Tyler Breeze. Una settimana dopo, il 18 settembre, arrivò il suo debutto sul ring a un evento dal vivo di NXT, quando fece squadra con Bayley perdendo contro Alexa Bliss e Sasha Banks.
Dopo una serie di vignette introduttive, la Brooke ha fatto il suo debutto televisivo nella puntata di NXT del 15 aprile 2015 stabilendosi allo stesso tempo come heel sconfiggendo Blue Pants. Nella puntata di NXT del 29 aprile, Bayley ha sconfitto Bayley dopo una distrazione di quest'ultima da parte di Emma. Il 20 maggio, ad NXT TakeOver: Unstoppable, viene sconfitta in un tag team match insieme ad Emma contro Bayley e Charlotte Flair. Nella puntata di NXT del 24 giugno, accompagnata da Emma, batte Cassie. Nella puntata di NXT dell'8 luglio, insieme a Emma, vengono sconfitte da Sasha Banks e Charlotte. Nella puntata di NXT del 29 luglio, è stata sconfitta da Charlotte. Nella puntata di NXT del 26 agosto, perde un Fatal-4-Way contro Charlotte, Becky Lynch ed Emma, vinto da quest'ultima. Nella puntata di NXT del 9 settembre, ha sconfitto Billie Kay. Nella puntata di NXT del 30 settembre, in coppia con Emma battono Billie Kay e Peyton Royce. Il 7 ottobre, ad NXT TakeOver: Respect, viene sconfitta da Asuka, in quello che sarà il suo ultimo match ad NXT.

#### Alleanza con Charlotte Flair (2016–2017)

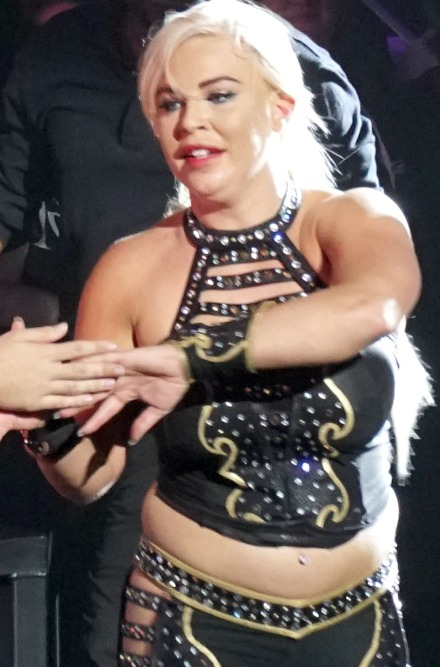
Dana Brooke nel 2017

Nella puntata di Raw del 9 maggio 2016, la Brooke ha fatto il suo debutto nel roster principale della WWE attaccando Becky Lynch, riunendosi con la sua compagnia di team di NXT Emma, durante un segmento nel backstage, stabilendosi come heel. Tre giorni più tardi nella puntata di SmackDown del 12 maggio, la Brooke ha fatto il suo debutto sul ring sconfiggendo la Lynch con l'aiuto di Emma, e ancora una volta nella puntata di Raw del 16 maggio. Nella puntata di Smackdown del 19 maggio, sconfigge anche Paige. Nella puntata di Smackdown del 26 maggio, viene sconfitta da Natalya per squalifica. Nella puntata di Raw del 30 maggio, Dana ha sconfitto Natalya. Nella puntata di Smackdown del 9 giugno, perde contro Becky Lynch. Il 19 giugno, a Money in the Bank, Charlotte e Dana Brooke hanno sconfitto Natalya e Becky Lynch. Nella puntata di Smackdown del 23 giugno, ha sconfitto Becky Lynch. Nella puntata di Raw del 27 giugno, Dana e Charlotte vengono sconfitte da Paige e Sasha Banks. Nella puntata di Smackdown del 30 giugno, Dana ha sconfitto Billie Kay. Nella puntata di Raw dell'11 luglio, è stata sconfitta da Sasha Banks. Nella puntata di Smackdown del 14 luglio, è ancora battuta dalla Banks. Nella puntata di Raw del 18 luglio, lei e Charlotte perdono contro Becky Lynch e Banks per squalifica.
Con la Draft Lottery avvenuta nella puntata di SmackDown del 19 luglio, Dana è stata trasferita nel roster di Raw assieme a Charlotte; nella stessa puntata le due battono Sasha Banks in un Handicap Match. Il 24 luglio, a Battleground, Charlotte e Dana Brooke sono state sconfitte da Sasha Banks e dalla sua partner misteriosa, che si è rivelata essere Bayley. Nella puntata di Raw dell'8 agosto, è stata sconfitta da Sasha Banks. Il 22 agosto a Raw è stata sconfitta proprio da Bayley, la quale ha fatto il suo debutto ufficiale nel roster dello show rosso. Nella puntata di Raw del 29 agosto Dana, Karl Anderson e Luke Gallows sono stati sconfitti da Bayley e Big E e Kofi Kingston del New Day in un Mixed Tag Team match. Nella puntata di Raw del 12 settembre, ha partecipato ad un Triple Threat match che comprendevano anche Sasha Banks e Bayley con in palio l'opportunità di sfidare Charlotte a Clash of Champions per il Raw Women's Championship, ma è stata Sasha Banks a vincere l'incontro. Nella puntata di Raw del 19 settembre, Dana e Charlotte sono state sconfitte da Bayley e Sasha Banks. Nella puntata di Raw del 17 ottobre, Dana ha sconfitto Bayley. Nella puntata di Raw del 24 ottobre, Dana ha sfidato Bayley ad un Arm Wrestling match "sconfiggendola". Il 30 ottobre, a Hell in a Cell, Dana è stata sconfitta da Bayley. Nella puntata di Superstars del 4 novembre, Dana è stata sconfitta da Alicia Fox. Nella puntata di Raw del 7 novembre Dana, Charlotte e Nia Jax sono state sconfitte da Alicia Fox, Bayley e Sasha Banks. Il 14 dicembre, a Tribute to the Troops, Dana è stata sconfitta da Bayley. Nella puntata di Raw del 26 dicembre, Dana ha arbitrato il match tra Bayley e Charlotte, favorendo quest'ultima nella vittoria finale. Nella puntata di Main Event del 19 gennaio 2017, Dana è stata sconfitta da Alicia Fox. Nella puntata di Main Event del 26 gennaio, è stata nuovamente battuta da Alicia Fox. Dana è tornata nella puntata di Raw del 13 febbraio, cercando di aiutare Charlotte nel suo match titolato contro Bayley ma, grazie a Sasha Banks, la sfidante è riuscita a conquistare il titolo sconfiggendo Charlotte, la sfidante è riuscita a conquistare il titolo sconfiggendo Charlotte.
Nella puntata di Raw del 13 marzo, Dana è stata sconfitta da Sasha Banks e, nel post match, è stata insultata da Charlotte; a quel punto Dana si è ribellata attaccando l'ex-campionessa femminile ed effettuando un turn face. Nella puntata di Raw del 20 marzo, tuttavia, Dana è stata sconfitta da Charlotte. Nella puntata di Main Event del 31 marzo, Dana ha sconfitto Alicia Fox. Nella puntata di Raw del 3 aprile Dana, Sasha Banks e la Raw Women's Champion Bayley hanno sconfitto Charlotte Flair, Emma e Nia Jax. Nella puntata di Raw del 24 aprile, Dana ha sconfitto Alicia Fox. Nella puntata di Raw del 1º maggio Dana, Bayley, Mickie James e Sasha Banks sono state sconfitte da Alexa Bliss, Alicia Fox, Emma e Nia Jax. Nella puntata di Main Event del 19 maggio, Dana è stata sconfitta da Nia Jax. Nella puntata di Raw del 12 giugno Dana, Mickie James e Sasha Banks hanno sconfitto Alexa Bliss, Emma e Nia Jax. Nella puntata di Raw del 26 giugno, Dana ha partecipato ad un Gauntlet match per determinare la contendente n°1 al Raw Women's Championship di Alexa Bliss ma è stata eliminata da Nia Jax. Nella puntata di Raw del 7 agosto, Dana ha preso parte ad un Triple Threat match assieme a Nia Jax e Mickie James per determinare una delle due sfidanti che si sarebbero affrontate per determinare la contendente n°1 al Raw Women's Championship di Alexa Bliss per SummerSlam, ma il match è stato vinto dalla Jax. Nella puntata di Main Event del 2 settembre, Dana ha sconfitto Alicia Fox. Nella puntata di Raw del 9 ottobre, Dana ha affrontato Alicia Fox, Bayley, Emma e Sasha Banks in un Fatal 5-Way Elimination match con in palio la possibilità di affrontare Asuka a TLC: Tables, Ladders & Chairs, ma è stata la prima ad essere eliminata, ad opera di Bayley, mentre Emma si è aggiudicata la contesa. Nella puntata di Raw del 13 novembre, Dana ha partecipato ad un Triple Threat match che comprendeva anche Mickie James e Bayley con in palio un posto nel Team Raw per Survivor Series, ma il match è stato vinto da Bayley. Nella puntata di Raw del 20 novembre, Dana è stata sconfitta da Asuka.

#### Titus Worldwide (2017–2018)

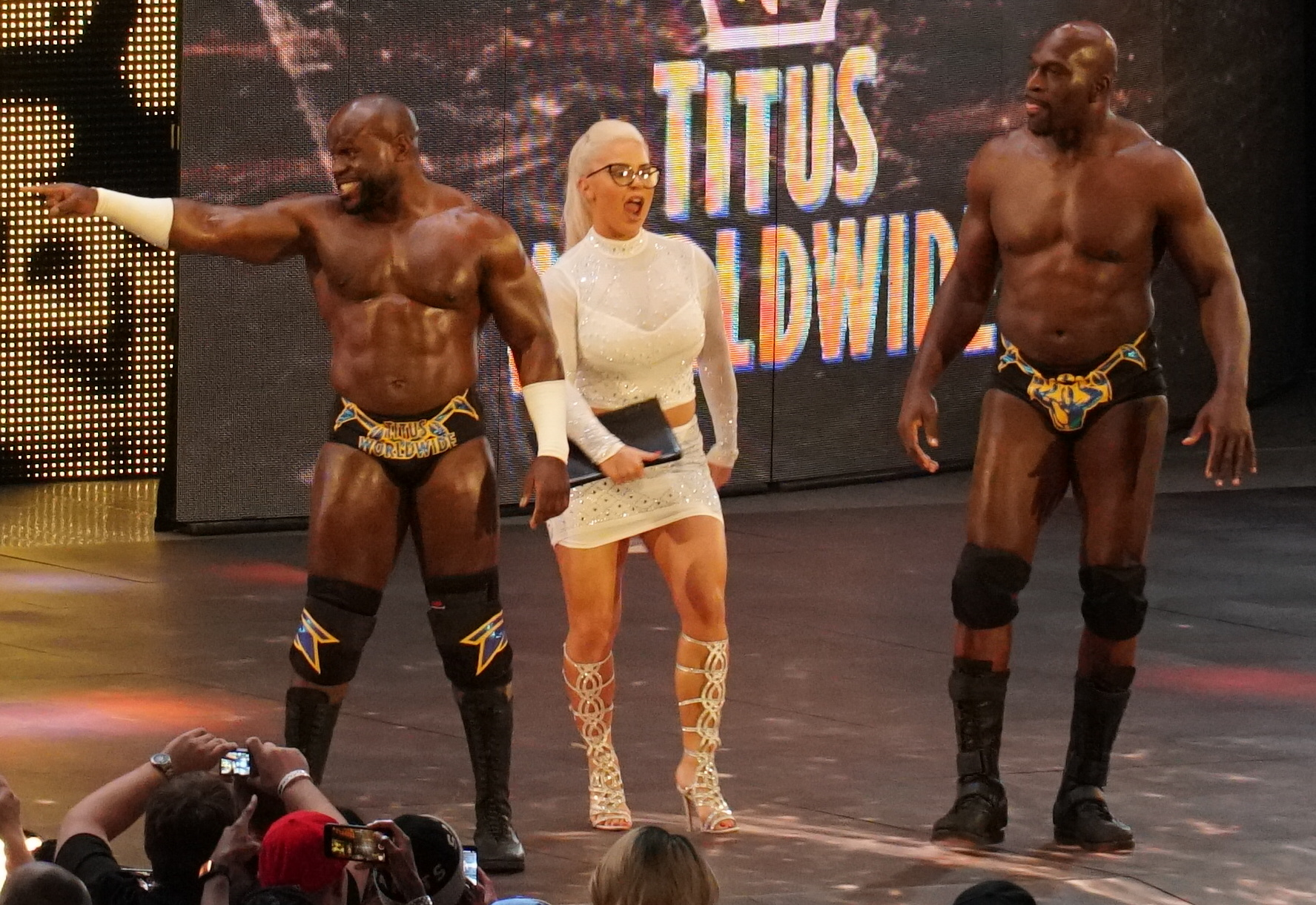
Dana Brooke insieme ad Apollo Crews e Titus O'Neil nel 2018

Dopo essere stata nuovamente sconfitta da Asuka nella puntata di Raw del 27 novembre, Dana ha accolto la richiesta di Titus O'Neil e Apollo Crews di unirsi alla loro fazione, il Titus Worldwide, diventando la loro supporter. Nella puntata di Main Event del 5 gennaio 2018, Dana ha sconfitto Mickie James. Nella puntata di Main Event del 12 gennaio, Dana è stata sconfitta da Alicia Fox. Il 28 gennaio, alla Royal Rumble, Dana ha partecipato all'omonimo match femminile entrando col numero 8 ma è stata eliminata da Torrie Wilson. Nella puntata di Raw del 19 marzo, Dana ha avuto un confronto con Ronda Rousey, venendo tuttavia respinta facilmente. Nella puntata di Raw del 2 aprile, Dana e Asuka hanno sconfitto la Raw Women's Champion Alexa Bliss e Mickie James. L'8 aprile, nel Kick-off di WrestleMania 34, Dana ha partecipato alla prima edizione della WrestleMania Women's Battle Royal ma è stata eliminata da Mandy Rose e Sonya Deville. Nella puntata di Raw del 21 maggio, Dana ha partecipato ad un Fatal 4-Way match di qualificazione al Money in the Bank Ladder match che includeva anche Liv Morgan, Natalya e Sarah Logan, ma il match è stato vinto da Natalya. Nella puntata di Raw del 28 maggio, Dana ha partecipato ad un Gauntlet match per potersi inserire nel Money in the Bank Ladder match, ma è stata eliminata da Ruby Riott. Nella puntata di Raw del 16 luglio, Dana e Alicia Fox hanno sconfitto Bayley e Sasha Banks per squalifica. Nella puntata di Raw del 27 agosto, Dana è stata sconfitta da Sasha Banks. Nella puntata di Raw del 3 settembre, Dana e Ember Moon vengono sconfitte da Bayley e Sasha Banks; a fine match, decide di lasciare il Titus Worldwide, turnando heel.

#### Varie faide (2018–2019)

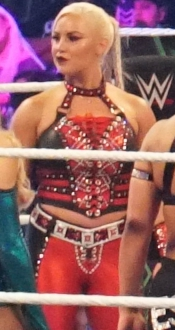
Dana Brooke nel 2018

Nella puntata di Main Event del 14 settembre, Dana è stata sconfitta da Ember Moon. Nella puntata di Raw del 17 settembre, Dana viene battuta da Bayley. Nella puntata di Raw del 15 ottobre, Dana insieme alla rientrante Tamina vengono sconfitte da Ember Moon e Nia Jax. Nella puntata di Raw del 22 ottobre, Dana è stata sconfitta in un Fatal 4-Way match che vedeva coinvolte Ember Moon, Nia Jax e Tamina, che ha visto alla fine prevalere la Moon. Il 28 ottobre, ad Evolution, ha partecipato alla 20-Women Battle Royal match dove la vincitrice avrebbe guadagnato una title-shot dal suo roster di appartenenza, ma è stata eliminata da Ember Moon. Nella puntata di Main Event del 16 novembre, Dana ha sconfitto Alicia Fox. Nella puntata di Raw del 26 novembre, Dana si allea insieme ad Alicia Fox e Mickie James quando attacca insieme a loro Bayley e Sasha Banks. Nella puntata di Raw del 3 dicembre Dana, Alicia e Mickie stanno per attaccare Bayley e Sasha ma vengono respinte da Alexa Bliss la quale annuncia un Tag Team Match, dove Dana rimane a bordo ring; a prevalere sono Sasha e Bayley. Nella puntata di Raw del 17 dicembre, Dana ha partecipato ad un 8-Women Gauntlet match per decretare la contendente n°1 al Raw Women's Championship ed affrontare la campionessa femminile Ronda Rousey la settimana successiva, ma è stata eliminata per seconda da Bayley. Nella puntata di Raw del 24 dicembre Dana, Alicia Fox e Mickie James sono state sconfitte da Bayley, Ember Moon e Sasha Banks. Nella puntata di Main Event del 18 gennaio 2019, Dana e Ember Moon sono state sconfitte da Alicia Fox e Mickie James. Il 27 gennaio, alla Royal Rumble, Dana entra con il numero 22; dopo 7 minuti viene eliminata da Rhea Ripley. Nella puntata di Raw del 28 gennaio, Dana sostituisce Ember (infortunata) e in coppia con Natalya perde il match di coppia di qualificazione per i Women's Tag Team Championship contro Liv Morgan e Sarah Logan.
Nella puntata di Raw del 7 marzo, si presenta sul ring confrontandosi contro la Raw Women's Champion Ronda Rousey per le sue recenti accuse sul wrestling e la sfida per un match titolato, turnando face. Nella puntata di Raw del 14 marzo, Dana è stata sconfitta da Ronda Rousey in 19 secondi. Il 7 aprile, nel Kick-off di WrestleMania 35, Dana ha partecipato alla seconda edizione della WrestleMania Women's Battle Royal, ma è stata eliminata da Mandy Rose e Sonya Deville. Nella puntata di Main Event del 18 aprile, Dana ha sconfitto Tamina. Nella puntata di Main Event del 26 aprile, Dana ha sconfitto anche Ruby Riott. Nella puntata di Raw del 29 aprile, durante A Moment of Bliss, viene annunciato che Dana prenderà parte al Money in the Bank Ladder match nell'omonimo pay-per-view. Nella puntata di Raw del 13 maggio, Dana ha partecipato ad un Fatal 4-Way match che comprendeva anche Naomi, Natalya e Nikki Cross, ma il match è stato vinto da quest'ultima. Il 19 maggio, a Money in the Bank, Dana ha partecipato al Money in the Bank Ladder match che includeva anche Bayley, Carmella, Ember Moon, Mandy Rose, Naomi, Natalya e Nikki Cross, ma il match è stato vinto dalla prima. Nella puntata di Main Event del 7 giugno, Dana e Natalya hanno sconfitto Sarah Logan e Tamina. Nella puntata di Main Event del 21 giugno, Dana è stata sconfitta da Sarah Logan per decisione dell'arbitro, dopo che la Brooke colpisce prepotentemente la rampa del ring (legittimo) con la fronte, sanguinando e causando lo stop del match. Nella puntata di Main Event del 28 giugno, Dana ha sconfitto Sarah Logan. Nella puntata di Main Event del 5 luglio, Dana è stata sconfitta da Sarah Logan. Nella puntata di Raw dell'8 luglio, Dana è stata sconfitta da Nikki Cross in un Beat-the-Clock match. Nella puntata di Main Event del 19 luglio, Dana ha sconfitto Sarah Logan. Nella puntata di Main Event del 2 agosto, Dana è stata sconfitta da Lacey Evans. Nella puntata di Main Event del 9 agosto, Dana ha sconfitto Sarah Logan. Nella puntata di Main Event del 16 agosto, Dana è stata sconfitta da Lacey Evans. Nella puntata di Main Event del 23 agosto, Dana ha sconfitto Sarah Logan. Nella puntata di Main Event del 30 agosto, Dana è stata sconfitta da Lacey Evans. Nella puntata di Main Event del 6 settembre, Dana è stata sconfitta da Sarah Logan. Nella puntata di Main Event del 13 settembre, Dana e la sua rivale Sarah Logan sono state sconfitte dalle IIconics. Nella puntata di Raw del 16 settembre, Dana è stata sconfitta da Lacey Evans per sottomissione.

#### Opportunità titolate (2019–2020)

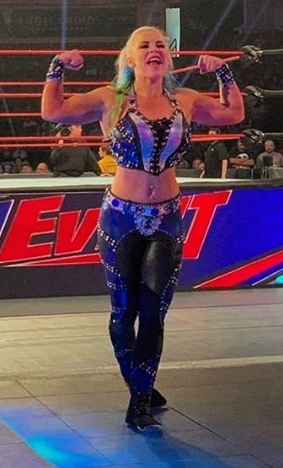
Dana Brooke a Main Event nel 2019

Il 16 ottobre, per effetto del Draft, Dana è stata trasferita nel roster di SmackDown. Nella puntata di Main Event del 17 ottobre, Dana è stata sconfitta da Sarah Logan. Nella puntata di SmackDown del 18 ottobre, Dana ha preso parte ad un Six-pack Challenge match che comprendeva anche Carmella, Lacey Evans, Mandy Rose, Nikki Cross e Sonya Deville per decretare la contendente n°1 allo SmackDown Women's Championship di Bayley, ma la contesa è stata vinta dalla Cross. Nella puntata di SmackDown del 1º novembre, Dana e Carmella vengono attaccate brutalmente nel backstage da Bianca Belair. Nella puntata di SmackDown dell'8 novembre, Dana e Carmella hanno sconfitto le Fire & Desire (Mandy Rose e Sonya Deville), guadagnandosi un posto nel Team SmackDown capitanato da Sasha Banks alle Survivor Series per il 5-on-5-on-5 Traditional Survivor Series Women's Elimination match. Nella puntata di SmackDown del 15 novembre Dana, Carmella, Nikki Cross e Sasha Banks hanno sconfitto Dakota Kai, Mia Yim, Rhea Ripley e Tegan Nox. Nella puntata di NXT del 20 novembre, Dana fa un'apparizione durante una rissa che vede coinvolte le superstars dei tre roster, terminata con Nikki Cross che fa piazza pulita sul ring. Il 24 novembre, alle Survivor Serier, il Team SmackDown (Sasha Banks, Carmella, Dana Brooke, Lacey Evans e Nikki Cross) è opposto al Team Raw (Charlotte Flair, Asuka, Kairi Sane, Natalya e Sarah Logan) e al Team NXT (Rhea Ripley, Candice LeRae, Io Shirai, Bianca Belair e Toni Storm) in un 5-on-5-on-5 Traditional Survivor Series Women's Elimination match, dove Dana viene eliminata da Asuka; alla fine, il Team NXT conquista la contesa. Nella puntata di SmackDown del 29 novembre, Dana viene approcciata nel backstage da Drake Maverick, che cerca di flirtare, ma viene rifiutato e poi interrotto da Elias. Nella puntata di SmackDown del 6 dicembre, Dana viene raggiunta nella sala catering da Drave Maverick, interrotto nuovamente da Elias; successivamente, Maverick sale sul ring e sfida Elias in una rissa, dove viene malamente umiliato, terminando il segmento con Dana ed Elias che festeggiano. Nella puntata di SmackDown del 13 dicembre, Dana è nel backstage con Elias, quando ha un confronto con la SmackDown Women's Champion Bayley e viene sfidata in un match, dove a prevalere è Bayley. Nella puntata di SmackDown del 20 dicembre, Dana è stata sconfitta da Bayley in un rematch della settimana precedente; a fine match, Bayley e Sasha Banks cercano di umiliarla, fermate dall'intervento di Lacey Evans che sfida la Banks in un match, terminato in Double Count Out quando le quattro sfociano in una rissa terminata dagl arbitri. Nella puntata di SmackDown del 27 dicembre, Dana e Lacey Evans sono state sconfitte da Bayley e Sasha Banks. Nella puntata di SmackDown del 3 gennaio 2020, Dana e Lacey Evans prendono parte ad un Triple threat tag team match contro i team composti da Alexa Bliss & Nikki Cross e Bayley & Sasha Banks, dove ne escono vittoriose quando la Brooke effettua lo schienamento vincente sulla Banks. Nella puntata di SmackDown del 24 gennaio, Dana viene intervistata nel backstage insieme a Carmella dove annunciano la loro partecipazione nel Women's Royal Rumble match, prima di essere interrotte da un alterco fra Bayley e Lacey Evans, dove cercano di trattenere la Evans. Il 26 gennaio, alla Royal Rumble, Dana Brooke ha preso parte alla terza edizione del Women's Royal Rumble match entrando col numero 13, ma dopo 5:26 minuti è stata eliminata da Bianca Belair. Nella puntata di SmackDown del 7 febbraio, Dana prende parte ad un Fatal 4-Way match insieme ad Alexa Bliss, Carmella e Naomi per determinare la contendente n°1 allo SmackDown Women's Championship detenuto da Bayley, ma il match è stato vinto da Carmella. Nella puntata di SmackDown del 6 marzo, Dana e Carmella sono state sconfitte dalle Fire & Desire, a causa di una distrazione di Dolph Ziggler, che ha permesso a Mandy Rose di schienare la Brooke. Nella puntata di SmackDown del 20 marzo, viene annunciato da Paige che a WrestleMania 36 Dana prenderà parte ad un Six-pack challenge elimination match per lo SmackDown Women's Championship alla quale le partecipanti sono Naomi, Tamina, Lacey Evans, Sasha Banks e la campionessa Bayley; qualche giorno dopo, la Brooke viene tagliata fuori dall'incontro, che diventa quindi un 5-way elimination match. Nella puntata di SmackDown del 10 aprile, Dana e Carmella approcciano Alexa Bliss e Nikki Cross nel backstage chiedendo un match valevole per i Women's Tag Team Championship, venendo accolte da tale richiesta. Nella puntata di SmackDown del 17 aprile, Dana ha sconfitto Naomi, qualificandosi per il Women's Money in the Bank Ladder match che si terrà a Money in the Bank. Nella puntata di SmackDown del 24 aprile, Dana e Carmella hanno sfidato Alexa Bliss e Nikki Cross per i Women's Tag Team Championship, ma sono state sconfitte. Nella puntata di SmackDown dell'8 maggio, Dana e Carmella vengono intervistate nel backstage, dove Carmella dice che nessuno sa cosa aspettarsi dal Ladder match essendo imprevebibile, ricorda poi di aver vinto già due volte la valigetta e preso farà capire a tutti perché Mella is Money. Il 10 maggio, a Money in the Bank, Dana prende parte al Women's Money in the Bank Ladder match insieme a Lacey Evans, Carmella, Shayna Baszler, Nia Jax e Asuka, dove quest'ultima riesce a staccare la valigetta. Nella puntata di SmackDown del 15 maggio, Dana ha sconfitto nuovamente Naomi. Nella puntata di SmackDown del 19 giugno, Dana è nel backstage con Alexa Bliss, Lacey Evans, Naomi e Tamina parlando di Bayley e Sasha Banks, tutte vogliono sfidarle e ottenere una chance per il titolo, la Brooke dice che le due le hanno sempre sottovalutate e adesso è il momento di mostrare di essere delle valide contendenti, Alexa la interrompe e poi chiede che fine ha fatto Nikki Cross. Nella puntata di SmackDown del 26 giugno, Dana ha partecipato ad un Fatal 4-Way match per determinare la nº1 contender allo SmackDown Women's Championship detenuto da Bayley a Extreme Rules che includeva anche Alexa Bliss, Lacey Evans e Nikki Cross, ma il match è stato vinto dalla Cross che effettua un roll-up vincente a sorpresa sulla Evans. Nella puntata di SmackDown del 10 luglio, Dana prende parte ad un Karaoke Showdown presentato da Jey Uso insieme a Lacey Evans, Naomi e Tamina giudicato dal pubblico presente, che vede la vittoria di Naomi, Lacey non la prende bene ed la attacca ufficializzando un incontro immediato fra le due, mentre Dana e Tamina sono a bordo ring; durante il match, la Brooke si avvicina a Lacey fuori dal ring cercando di capire la sua reazione, ma viene spintonata e Tamina interviene per separare le due, però anch'essa viene lanciata dalla Evans, che fa ritorno sul quadrato venendo attaccata alle spalle da Dana e Tamina, azzuffandosi anche fra di loro, terminano il match in no contest. Nella puntata di SmackDown del 14 agosto, Dana prende parte alla Triple-Brand Battle Royal match per determinare la nº1 contender allo SmackDown Women's Championship detenuto da Bayley a SummerSlam, dove ha eliminato Tegan Nox, ma è stata eliminata da Asuka. Nella puntata del 21 agosto, Dana Brooke arriva come alleata di Braun Strowman, assieme ad altri atleti WWE contro il gruppo della Retribution.

#### Ritorno aRawe 24/7 Champion (2020–2023)
Il 28 settembre Dana è tornata al roster di Raw, dove ha fatto coppia con Mandy Rose sconfiggendo Lana e Natalya. Nella puntata di Raw del 5 ottobre Dana, Mandy Rose e la Raw Women's Champion Asuka hanno sconfitto Lana, Natalya e Zelina Vega. Nella puntata di Raw del 16 novembre Dana, Mandy Rose e Asuka hanno sconfitto nuovamente Lana, Natalya e Zelina Vega; poco dopo, tuttavia, la Brooke è stata brutalmente attaccata da Reckoning nel backstage. Nella puntata di Raw del 30 novembre la Brooke ha sconfitto Reckoning. Nella puntata di Raw del 7 dicembre Dana e Ricochet hanno sconfitto Reckoning e Slapjack in un Mixed Tag Team match. Nella puntata di Raw del 14 dicembre Dana ha sconfitto Shayna Baszler per squalifica a causa dell'intervento di Nia Jax. Nella puntata di Raw del 21 dicembre la Brooke e Mandy Rose sono state sconfitte da Nia Jax e Shayna Baszler. Nella puntata di Raw del 28 dicembre Dana è stata sconfitta da Shayna Baszler. Nella puntata di Raw del 4 gennaio 2021 la Brooke ha sconfitto Shayna Baszler. Nella puntata di Raw dell'11 gennaio Dana e Mandy Rose sono state sconfitte nuovamente da Nia Jax e Shayna Baszler. Nella puntata di Raw del 25 gennaio Dana, Mandy Rose e Charlotte Flair sono state sconfitte da Lacey Evans, Nia Jax e Shayna Baszler. Il 31 gennaio, alla Royal Rumble, Dana ha partecipato all'omonimo incontro femminile entrando col numero 16 ma è stata eliminata da Rhea Ripley. Nella puntata di Raw del 1º febbraio Dana e Mandy hanno partecipato ad un Triple Threat Tag Team match che comprendeva anche Asuka e Charlotte Flair e Lana e Naomi per determinare le contendenti n°1 al Women's Tag Team Championship di Nia Jax e Shayna Baszler ma il match è stato vinto da Lana e Naomi. Nella puntata di Raw del 22 novembre Dana schienò Cedric Alexander vincendo il 24/7 Championship, il suo primo titolo in WWE. Nella puntata di Raw del 3 gennaio Dana difese il titolo 24/7 insieme a Reggie contro Akira Tozawa e Tamina in un Mixed Tag Team match. Il 14 febbraio Dana perse il titolo, dopo che Reggie la tradì, dopo un regno durato 84 giorni. Nella puntata di Raw del 21 febbraio la Brooke riconquistò il 24/7 Championship su Reggie dopo che questo voleva beffarsi di lei facendosi schienare. Nella puntata di Raw del 7 marzo Dana mantenne la cintura 24/7 contro Tamina. Nella puntata di Raw del 7 novembre Dana, dopo aver vinto e perso il titolo 24/7 per un totale di quindici volte complessive, perse la cintura contro Nikki Cross in un match singolo dopo 44 giorni di regno.

#### Ritorno adNXT(2023)
Tornò a sorpresa ad NXT nella puntata del 6 giugno, dopo sette anni, partecipando ad una battle royal per determinare la nuova sfidante all'NXT Women's Championship di Tiffany Stratton ma venne eliminata da Thea Hail.
Il 21 settembre venne licenziata dalla WWE, insieme a molti altri colleghi.

### Total Nonstop Action Wrestling (2024–presente)
Il 13 gennaio 2024, ad Hard to Kill, debuttò come Ash by Elegance facendo la sua prima apparizione nella TNA.

## Personaggio

### Mosse finali
- Brooke Bomb (Senton bomb)
- Michinoku driver[13]

### Soprannomi
- "The Total Diva"[14]

## Titoli e riconoscimenti

### Culturismo
- Mister Olympia
  - Female Image Award (2017)

### Wrestling
- Pro Wrestling Illustrated
  - 26ª tra le 50 migliori wrestler femminili nella PWI Female 50 (2016)[15]
- Sports Illustrated
  - 28ª tra le 30 migliori wrestler femminili dell'anno (2018)

- WWE
  - WWE 24/7 Championship (15)

- Total Nonstop Action Wrestling
  - TNA Knockouts Tag Team Championship (1) – con Heather by Elegance